# Diphyus macilentus
Diphyus macilentus är en stekelart som först beskrevs av Cresson 1865.  Diphyus macilentus ingår i släktet Diphyus och familjen brokparasitsteklar. Inga underarter finns listade i Catalogue of Life.